# Citrate disodique
Le citrate disodique ou citrate monoacide disodique est un composé organique de formule chimique Na2C6H6O7. C'est le sel monoacide de disodium de l'acide citrique.
Il s'apparente au citrate monosodique et au citrate trisodique.

## Utilisation
C'est un additif alimentaire, E331(ii), qui peut être utilisé comme régulateur de l'acidité, séquestrant, émulsifiant, stabilisant ou encore comme antioxydant.
Le citrate disodique est par ailleurs utilisé comme anticoagulant lors des dons de sang et comme alcalinisant dans la prévention des  calculs rénaux.